# ده‌باله شکم‌تیغی
ده‌باله شکم‌تیغی (نام علمی: Alepes kleinii) نام یک گونه از سرده ده‌باله‌های بیضوی است.